# Peribatodes obscura
Peribatodes obscura är en fjärilsart som beskrevs av Barend J. Lempke 1952. Peribatodes obscura ingår i släktet Peribatodes och familjen mätare. Inga underarter finns listade i Catalogue of Life.